# Иракли
Иракли е местност в Община Несебър, област Бургас.
Попада в защитени зони „Емине“ (за опазване на дивите птици) и „Емине-Иракли“ (за опазване на природните местообитания). Намира се до с. Емона. Отстои на 3 км от с. Баня, на 12 км от Обзор, на 20 км от гр. Бяла, на 65 км северно от град Бургас, на 71 км южно от град Варна.
В единия край на плажа има бунгала на разни организции, останалото крайбрежие е известно с девствената си природа и чистата околна среда, която не може да се срещне почти никъде по българското крайбрежие на Черно море. Там растат уникални растения, които са вписани в Червената книга на България и са защитени от Закона за биологичното разнообразие.
През XIII-XIV век в района е разположено морското пристанище Виза.

## Култура
Тъй като е далеч от големите курорти – Златни пясъци и Слънчев бряг, а и няма никаква инфраструктура, Иракли се посещава предимно от млади хора, които пренебрегват липсата на условия за сметка на общуването с дивата природа. Има много палатки и цели семейства живеят там от юни до септември. Традиционна гледка е да се видят истински произведения на изкуството, създадени с подръчни материали като миди, камъчета и каквото морето дари. Мястото стимулира и към други изразни средства на изкуството като свирене на различни инструменти и фотография.
Празнуването на Джулай морнинг – празник, свързан с посрещането на първи юли, създаден от хипи движението във Варна, е събитие, заради което много хора от различни краища на България, а и от целия свят, посещават и Иракли.
Плажната ивица е дълга повече от 2.6 км. Плажът е чист, не е каменист и се посещава и от нудисти. В най-южната част на плажа се намира пост на Национално движение „Зелени патрули“. Оттам, на юг, до нос Емине се простира защитена територия.

## Екология
Плажната ивица на Иракли попада в непосредствена близост до едноименната защитена местност „Иракли“, намираща се между с. Емона и нос Емине с площ от 42,30 хектара. Контролира се от Държавно ловно стопанство Несебър, под надзора на Регионалната инспекция по опазване на околната среда в Бургас. Обявена е защитена местност от правителството със Заповед No. РД110 от 6 май 1994 година. Целта е да се опазят типичните крайбрежни хабитати на редки и застрашени растителни видове като пясъчна лилия и млечка, морски ранилист, пясъчна млечка, татарски млечник, морски ветрогон, понтийска ведрица както и множество птици.
Тъй като ЗМ „Иракли“ попада изцяло в държавен горски фонд, съгласно разпоредбите на закона за защитените територии защитената местност се охранява от служители на Държавното ловно стопанство „Несебър“, към ЮГОИЗТОЧНО ДЪРЖАВНО ПРЕДПРИЯТИЕ гр. Сливен, под надзора на Регионална дирекция по горите – Бургас.

## Актуални проблеми
Запланувано е в близост до плажната ивица да се строи вилно селище с ресторанти, фитнес, басейни, които заплашват уникалната природа на един от последните девствени български плажове, защитен от Закона за биологичното разнообразие.
Според протестиращите строежите са доказано в защитената зона „Емине-Иракли“, където живеят много защитени и редки биологични видове. Според собствениците на земи в района включването му в европейската мрежа Натура 2000 потъпква правата им.

## Галерия
- Плажът през 2006 г.
- Изглед от входа към плажа на север, 2009 г.